# Aprepitant
Aprepitant, được bán dưới tên thương hiệu Emend, là một loại thuốc dùng để ngăn ngừa buồn nôn và nôn do hóa trị liệu (CINV) và để ngăn ngừa buồn nôn và nôn sau phẫu thuật. Nó có thể được sử dụng cùng với ondansetron và dexamethasone. Nó được uống bqua miệng.
Các tác dụng phụ thường gặp bao gồm mệt mỏi, chán ăn, tiêu chảy, đau bụng, nấc, ngứa, viêm phổi và thay đổi huyết áp. Các tác dụng phụ nghiêm trọng khác có thể bao gồm sốc phản vệ. Mặc dù sử dụng trong thai kỳ dường như không có hại, việc sử dụng như vậy chưa được nghiên cứu kỹ. Aprepitant thuộc nhóm thuốc đối kháng thụ thể neurokinin-1. Nó hoạt động bằng cách ngăn chặn chất P gắn vào các thụ thể NK1.
Aprepitant đã được phê duyệt cho sử dụng y tế ở châu Âu và Hoa Kỳ vào năm 2003. Nó được sản xuất bởi Merck &amp; Co. Nó nằm trong Danh sách các loại thuốc thiết yếu của Tổ chức Y tế Thế giới, loại thuốc an toàn và hiệu quả nhất cần thiết trong hệ thống y tế. Ở Hoa Kỳ, khoảng 230 đô la Mỹ mỗi liều dùng. Số tiền này ở Vương quốc Anh tiêu tốn của NHS khoảng 16 bảng. Một hình thức có thể được đưa ra bằng cách tiêm vào tĩnh mạch, được gọi là fosaprepitant cũng có sẵn.

## Sử dụng trong y tế
Aprepitant được sử dụng để ngăn ngừa buồn nôn và nôn do hóa trị liệu (CINV) và để ngăn ngừa buồn nôn và nôn sau phẫu thuật. An toàn và hữu ích của việc sử dụng lâu dài hoặc ở những người đã bị buồn nôn là không rõ ràng.
Nó có thể được sử dụng cùng với ondansetron và dexamethasone. Nó được uống qua đường miệng.

## Cơ chế hoạt động
Aprepitant được phân loại là chất đối kháng NK1 vì nó chặn các tín hiệu phát ra <sub id="mwSg">từ</sub> các thụ thể NK<sub id="mwSg">1</sub>. Điều này, do đó, làm giảm khả năng nôn mửa ở bệnh nhân.
NK1 là một thụ thể kết hợp protein G nằm trong hệ thống thần kinh trung ương và ngoại biên. Thụ thể này có một phối tử chi phối được gọi là Chất P (SP). SP là một neuropeptide, bao gồm 11 amino acid, gửi các xung và thông điệp từ não. Nó được tìm thấy ở nồng độ cao trong trung tâm nôn của não, và khi được kích hoạt, nó sẽ dẫn đến phản xạ nôn. Ngoài ra, nó cũng đóng một phần quan trọng trong việc truyền các xung đau từ các thụ thể ngoại biên đến hệ thần kinh trung ương.